# Acido pipecolico
L'acido pipecolico è un amminoacido. È l'acido carbossilico della piperidina. Nell'acidemia pipecolica, una malattia rara autosomica, si ha un aumento della concentrazione di acido pipecolico nel sangue.